# Родригес, Фред
Фред Родригес (англ. Fred Rodriguez, род. 3 сентября 1973 в Боготе, Колумбия) — американский профессиональный шоссейный велогонщик колумбийского происхождения. Четырёхкратный чемпион Соединённых Штатов в групповой гонке (2000, 2001, 2004 и 2013 годов). Участник летних Олимпийских игр 2000 года.

## Победы
| 1995 - Классика Ланкастера 1997 - Международная велосипедная классика - Тур Китая — этап 5 - Чемпионат США — 2-е место в групповой гонке 1997 - Редлендс Классик — этап 4 - Тур Нижней Саксонии — этап 8 1998 - Тур Лангкави — этапы 2 и 5 - Тур Нижней Саксонии — этап 3b 1999 - Схал Селс — Мерксем - Тур Лангкави — этап 2 - Чемпионат США — 2-е место в групповой гонке - Транс Канада — этап 7 2000 - Чемпион США в групповой гонке - Тур Нижней Саксонии — этапы 7 и 10 - Четыре дня Дюнкерка — этап 5 - Классика Фёст Юнион - Тур Швейцарии — этап 2 и очковая классификация | 2001 - Чемпион США в групповой гонке - Чемпионат Филадельфии - Тур Люксембурга — этап 1 и 3-е место в общем зачёте 2003 - Тур Джорджии — этапы 3, 4 и очковая классификация - Тур Родоса — этап 2 2004 - Чемпион США в групповой гонке - Джиро д’Италия — этап 9 - Классика Вачовии 2005 - Гран-при Паредеш Рота дош Мовеиш — этап 1 2006 - Тур Джорджии — этап 4 и очковая классификация 2007 - Тур Джорджии — этап 6 - Тур Элк-Гроув — этап 3 2013 - Чемпион США в групповой гонке |

## Статистика выступлений наГранд Турах
| Гранд Тур | 2000 | 2001 | 2002 | 2003 | 2004 | 2005 | 2006 | 2007 |
| --------- | ---- | ---- | ---- | ---- | ---- | ---- | ---- | ---- |
| Джиро     | -    | -    | -    | -    | 65   | -    | -    | -    |
| Тур       | 86   | сход | сход | сход | -    | 132  | сход | сход |
| Вуэльта   | -    | -    | -    | -    | -    | -    | 109  | -    |